# Marion Ravenwood
Marion Ravenwood egy kitalált karakter, aki először az 1981-es, Az elveszett frigyláda fosztogatói című filmben tűnt fel.
A Karen Allen által megformált karakter akkor jelent meg először a történetben amikor Indiana Jones meglátogatja őt Nepálban, és a segítségre van szüksége, hogy megtalálja a szövetség ládáját, amelyet eredeti birtokosa, vagyis apja, dr. Abner Ravenwood szerzett meg. 27 év kihagyás után (a filmsorozat cselekménye alapján  21 évet követően) a karakter visszatért a 2008-as Indiana Jones és a kristálykoponya királyságában, valamint felbukkan a 2023-as Indiana Jones és a sors tárcsája című filmben.

## A karakter megalkotása
Az elveszett frigyláda fosztogatói forgatókönyvírója, Lawrence Kasdan felesége nagyanyjáról nevezte el a karaktert, és vezetéknevét a kaliforniai Ravenwood Lane városról kapta. Spielberg eredetileg akkori barátnőjének, Amy Irvingnek szánta a szerepet. A szerepválogatás során Marion karakterének megformálására szóba került Sean Young, Stephanie Zimbalist, Barbara Hershey és Debra Winger is (utóbbi elutasította a felkérést). Steven Spielberg a Party zóna filmben nyújtott alakításáért nyújtott választotta Karen Allent a szerepre. A színésznő Tim Mathesonnal és John Sheával együtt készített a film stábja próbafelvételeket, mielőtt Harrison Fordot választották Indiana szerepére.
Kasdan eredetileg Marion ábrázolását sokkal összetettebbre tervezte, és egy ponton nagyon vonzódott René Belloq karaktere iránt a korábbi forgatókönyv-vázlatok szerint. Ő és Paul Freeman további mókát adtak a sátorban történő csábítási jelenet alkalmával. Allen kitalálta a saját karaktere háttértörténetét, amit a saját anyjával történt események ihlettek (15 vagy 16 évesen párkapcsolatra lépett Indianaval, és Nepálban töltötte ideje nagy részét). Spielberg ezt a háttértörténetet "egy teljesen más filmként" jellemezte.
Az elveszett frigyláda fosztogatói bemutatója után Spielberg azt akarta, hogy Allen térjen vissza a folytatásban, az Indiana Jones és a végzet Templomába, de George Lucas úgy döntött, hogy Indy-nek minden filmben más-más szerelmi szála lesz. Marion gyakori mellékszereplője lett a The Further Adventures of Indiana Jones című Marvel Comics által 1983 és 1986 között kiadott képregényeknek. Az 1990-es években Lucas megtiltotta Rob MacGregor írónak, hogy Marion szerepeljen a Bantam Books által megjelentetett Indiana Jones című regényében. "Hogyan találkozott Indy Marionnal? Mi történt a korábbi találkozásaik során? George láthatóan meg akarta tartani ezt a jövőre nézve. Talán az Indy 4-ben megtudjuk" – spekulált MacGregor. Frank Darabont azt állította, hogy az ő ötlete volt, hogy visszahozza Mariont A kristálykoponya királysága filmben, amikor 2002 és 2004 között íróként közreműködött az előkészületek alkalmával.

## Életútja
|  | Alább a cselekmény részletei következnek! |

### Az elveszett frigyláda fosztogatói
Marion apja, Dr. Abner Ravenwood régészprofesszor volt, aki megszállottan kereste a Bibliából ismert szövetség ládáját. Abner mentora volt ifj. Henry "Indiana" Jonesnak is, aki végül több ásatásukon is elkísérte őket.
Marion ez idő alatt lépett kapcsolatba Indiana Jones-szal (amikor 15 éves volt, Az elveszett frigyláda fosztogatói című regénye szerint). Jones 1926-ban hirtelen elhagyta a Ravenwood-ékat; és akkor ért véget a Marion-nal való kapcsolata (a lány körülbelül 16-17 éves volt, míg Jones pedig tíz évvel idősebb nála). Életében később Marion ezért megfenyítette Jonest, és kijelentette: "Fiatal voltam! Szerelmes voltam! Rossz volt, és te tudtad!" Jones kevés lelkiismeret-furdalást tanúsított, és egyszerűen azt válaszolta: "Tudtad mit csinálsz."
Miután Jones megszakította a kapcsolatot mindkettőjükkel, visszatért az Amerikai Egyesült Államokba, hogy régészprofesszori karrierjére összpontosítson. Marion és apja ezután Nepálban telepedett le. Később egy helyi kocsmát kezdett vezetni The Raven néven, miután annak apja (aki üzlethelyiséget üzemeltette) meghalt, és ráhagyta örökségül. Kihasználva az alkohollal szembeni magas tűrőképességét, gyakran itatta le a bár vendéglátóit az asztal alatt, fogadás céljából. Nem volt hajlandó visszatérni az Egyesült Államokba, amíg nem volt elég pénze ahhoz, hogy "stílusosan" térjen vissza.
1936-ban Marion ismét kapcsolatba került Jonesszal, amikor pénzt ajánlott neki a Rá Pálcájának csúcsdíszét, amely műtárgy eredetileg az apja tulajdonában volt. Eleinte vonakodva volt kénytelen együttműködni, amikor megérkezett a szemüveges Gestapo ügynök, Arnold Toht, hogy maga is követelje a darabot. Az ezt követő verekedés során a kocsma kigyulladt. Marion azt mondta Jones-nak, hogy amíg ki nem fizeti neki a teljes árat, amit ígért, addig ő a társa marad. Ezután elfogták őket a nácik. Indy azt hitte, hogy meghalt, egészen addig, amíg megkötözve fel nem borult, és az egyik náci sátorban öklendezett. Indy azzal érvelve, hogy a szökés túl sok nem kívánt figyelmet von majd maguk után, megkötözve hagyta Mariont, de megígérte, hogy visszatér érte. A vélt árulás azonban nem befolyásolta azt, hogy Marion nem volt hajlandó együttműködni fogvatartóival. Belloq előretörése csak egy meghiúsult szökési kísérletet eredményezett, és Toht kihallgatása is szokatlan ellenállásba ütközött. Miután elfogta őket Jones riválisa, René Belloq, és megszökött előle, segített Jones-nak visszaszerezni a frigyládát a náciktól. Ennek során a pár újrakezdte szerelmi kapcsolatát.

### Indiana Jones és a kristálykoponya királysága
Jones folytatta a régészeti leletek felkutatását, míg Marion újságírással próbálkozott, mielőtt megnyitott egy bárt New Yorkban, The Raven's Nest néven. Egy ideig a Marshall College múzeumának PR-tisztjeként is dolgozott. Azonban egy héttel tervezett esküvőjük előtt Indy magyarázat nélkül elhagyta őt, és nem tudta, hogy terhes leendő fiúktól, Henry "Mutt" Jones III-tól. Marion három hónappal Mutt születése után kezdett kapcsolatba kerülni a RAF egyik pilótájával, Colin Williams-szel (akit Jones mutatott be neki), és végül összeházasodtak, boldogan éltek, amíg Colint meg nem ölték a második világháborúban. Jones különc régi barátja, Harold Oxley ezután segített felnevelni Mutt-ot, aki második (technikailag harmadik) apának számított.
Húsz évvel Mutt születése után az oroszok elfogták Oxleyt, hogy megpróbálják megtalálni a mitikus kristálykoponyákat, amelyeket kutatott. Miután elfogták, Marion elküldte Mutt-ot, hogy keresse meg Jonest. Egy kétségbeesett szökési kísérlet után felfedte a tanácstalan Jonesnak, hogy Mutt valójában a fia. A kaland során ő és Jones ismét felismerték egymás iránti szerelmüket. Odahaza összeházasodtak, és együtt folytatták kalandjaikat.

### Indiana Jones és a sors tárcsája
Nem sokkal azután, hogy megházasodott, Mutt úgy döntött, hogy apja akarata ellenére katonai szolgálatra jelentkezik, ami odáig vezetett, hogy a vietnámi háborúban életét vesztette. Mutt halála súlyos érzelmi terhet ró Marionra, és mivel Jones képtelen megvigasztalni, el szeretne válni tőle, és nem hajlandó azóta se beszélni vele. Miután Jones súlyosan megsérülve tér vissza a Kr.e. 212-es szürakuszai ostrom idejéből saját jelenébe, Jones keresztlánya, Helena Shaw felveszi a kapcsolatot Marionnal, és beleegyezik, hogy segít neki felépülni. Jones meglepődik Marion láttán, és kibékülnek, amikor Jones végre beismeri saját gyötrelmét.

## Külső hivatkozás
Marion Ravenwood karaktere az Internet Movie Database oldalán